# 더 시크릿 (2020년 영화)
《더 시크릿》(The Secrets We Keep)은 영국에서 제작된 유발 애들러 감독의 2020년 스릴러 영화이다. 누미 라파스 등이 주연으로 출연하였다. 2020년 9월 16일 한정 개봉되었으며 이후 블리커 스트리트(Bleecker Street)에서 2020년 10월 16일 주문형 비디오(VOD)가 출시되었다.

## 줄거리
2차 세계대전 후, 루마니아 난민 출신인 마야는 미국인 남편 루이스와 어린 아들과 함께 새로운 삶을 살아가지만, 전쟁의 악몽에서 벗어나지 못한다. 그러던 어느 날, 길거리에서 15년 전 마주쳤던 독일군 병사라고 생각되는 남자를 발견한다. 그녀는 그 남자를 미행하여 집을 알아내고, 다음날 고장난 차를 핑계 삼아 그 남자를 기절시킨 후 트렁크에 감금한다.
집으로 돌아온 마야는 남편 루이스에게 과거 전쟁 중 겪었던 끔찍한 일들을 이야기하며, 자신이 나치 전범이라고 생각하는 남자를 차 트렁크에 가뒀다고 고백한다. 마야와 루이스는 그 남자를 지하실로 데려가 의자에 묶고 심문한다. 남자는 자신의 이름이 토마스 슈타인만이며 스위스인이라고 주장하지만, 마야는 그를 "칼"이라고 부르며 그의 전쟁 범죄를 되짚는다. 토마스는 탈출을 시도하지만 루이스에게 제압당하고, 이웃이 소란을 듣고 경찰을 부르려 하자 마야는 재치있게 넘긴다.
다음날 경찰과 토마스의 아내 레이첼은 토마스를 찾아 수색을 시작한다. 루이스는 토마스에 대한 기록을 찾아보던 중 그가 실제로 스위스 출신이라는 것을 알게 된다. 마야는 계속해서 토마스를 추궁하며, 그에게 '집시 창녀'라는 독일어 욕설을 강제로 내뱉게 한다. 과거 회상 장면을 통해 전쟁 중 독일군이 여성들을 살해하고 강간했던 끔찍한 장면들이 드러나고, 마야의 여동생 미리아가 희생자 중 한 명이었다는 사실도 밝혀진다.
토마스는 자신은 전쟁 기간 내내 취리히에 있었고, 미국에 정착하기 위해 위조된 서류를 사용했다고 밝힌다. 마야는 토마스가 유대인 희생자의 반지를 훔쳤다고 의심하며, 그에게 반지를 보여줄 것을 요구한다. 토마스는 마야를 총으로 쏘려 하지만 실패하고, 마야는 그의 손가락을 잘라낸다. 루이스는 토마스를 풀어주려 하지만, 마야는 계속해서 그의 전쟁 범죄 자백을 요구한다. 마야는 레이첼을 찾아가 토마스가 자신의 과거에 대해 이야기하는 것을 꺼린다는 사실을 알게 된다.
결국 마야와 루이스는 토마스를 마을 외곽으로 데려가 미리 파놓은 구덩이 앞에 무릎 꿇린다. 마야는 토마스가 진실을 말하지 않으면 쏘겠다고 위협하고, 토마스는 전쟁 당시 암페타민에 취해 5일 밤을 새우며 살육을 저질렀다고 고백한다. 그는 자신이 저지른 짓을 믿을 수 없어 괴로워하며, 마야가 도망친 것이 아니라 죽은 채로 남겨졌었다는 사실을 밝힌다. 토마스의 자백에 분노한 루이스는 그를 살해하고, 마야와 함께 구덩이에 묻는다. 그들은 지하실을 청소하고, 비밀을 묻은 채 일상으로 돌아가지만, 잊지 못할 상처를 안고 살아간다.

## 출연
- 노미 라파스 - 마야 리드
- 조엘 키너먼 - 토마스 슈타인만
- 크리스 메시나 - 루이스 리드
- 에이미 세이메츠 - 라헬 슈타인만
- 잭슨 딘 빈센트 - 패트릭 리드
- 밀렛 네일린 - 미리아
- 매디슨 페이지 존스 - 아나벨 슈타인만
- 제프 포프 - 짐 화이트
- 데이비드 말도나도 - 브라우어
- 에드 아마트루도 - 앨버트 손더퀴스트
- 빅토리아 힐 - 클레어